# 알리나 페츠
알리나 페츠(독일어: Alina Pätz, 1990년 3월 8일~)는 스위스의 컬링 선수이다. 현재 실바나 티린초니가 이끄는 스위스팀의 포스를 맡고 있다. 올림픽에 2회 참가하였고, 세계 선수권 대회에서 4번 우승하였다.

## 역대 팀 구성원
| 시즌    | 스킵                | 서드                   | 세컨드              | 리드            |
| ------- | ------------------- | ---------------------- | ------------------- | --------------- |
| 2010–11 | 니콜 뒹키           | 알리나 페츠            | 조이아 외슐레       | 파비올라 두스   |
| 2011–12 | 마누엘라 지크리스트 | 알리나 페츠            | 클라우디아 후크     | 니콜 뒹키       |
| 2012–13 | 마누엘라 지크리스트 | 알리나 페츠            | 나딘 레만           | 니콜 뒹키       |
| 2013–14 | 알리나 페츠         | 나딘 레만              | 니콜 슈베글리       | 니콜 뒹키       |
| 2014–15 | 알리나 페츠         | 나딘 레만              | 마리자 빙켈하우젠   | 니콜 슈베글리   |
| 2015–16 | 알리나 페츠         | 나딘 레만              | 마리자 빙켈하우젠   | 니콜 슈베글리   |
| 2016–17 | 알리나 페츠         | 나딘 레만              | 마리자 빙켈하우젠   | 니콜 슈베글리   |
| 2017–18 | 알리나 페츠         | 나딘 레만              | 마리자 빙켈하우젠   | 니콜 슈베글리   |
| 2018–19 | 알리나 페츠 (포스)  | 실바나 티린초니 (스킵) | 에스더 노이엔슈반더 | 멜라니 바르베자 |
| 2019–20 | 알리나 페츠 (포스)  | 실바나 티린초니 (스킵) | 에스더 노이엔슈반더 | 멜라니 바르베자 |
| 2020–21 | 알리나 페츠 (포스)  | 실바나 티린초니 (스킵) | 에스더 노이엔슈반더 | 멜라니 바르베자 |
| 2021–22 | 알리나 페츠 (포스)  | 실바나 티린초니 (스킵) | 에스더 노이엔슈반더 | 멜라니 바르베자 |